# 名阪
名阪（めいはん）とは、名古屋（中京圏）と大阪（関西圏）の両都市を指す地名上での通称である。

## 概要
一般的には名古屋市と大阪市を結ぶ交通機関の名称として使われる事が多い（名阪国道、東名阪自動車道、西名阪自動車道、名阪特急（近鉄特急の一系統）、名阪近鉄バスなど）。また、三重県の名阪国道沿いの地域である伊賀市、亀山市並びに近鉄大阪線沿いの地域である名張市などでは、在地の企業名として「名阪」が使用されるケースもある。
名古屋と神戸の両都市を指す同様の例としては「名神」（めいしん）があるが、名神高速道路（新名神高速道路）以外での一般的な使用例は見られない（名古屋と京都の両都市に至っては、通称そのものが存在しない）。
なお、東京（首都圏）と名古屋市の両地区を指す同様の例として「東名」（とうめい）、東京・名古屋・大阪の三大都市圏を指す「東名阪」（とうめいはん）があり、大阪と神戸では、「阪神」、京都と大阪では「京阪」、京都・大阪・神戸の三都市で「京阪神」がある。